# Podlodówka
Podlodówka [pronunciación en polaco: /pɔdlɔˈdufka/] es un pueblo ubicado en el distrito administrativo de Gmina Ułęż, dentro del condado de Ryki, voivodato de Lublin, en el este de Polonia. Se encuentra a unos 8 kilómetros al noreste de Ułęż, a 18 kilómetros al este de Ryki, y a 53 kilómetros al noroeste de la capital regional Lublin.